# Офервиј
Офервиј (фр. Aufferville) насеље је и општина у Француској у региону Париски регион, у департману Сена и Марна која припада префектури Фонтенбло.
По подацима из 2011. године у општини је живело 547 становника, а густина насељености је износила 30,83 становника/km². Општина се простире на површини од 17,74 km². Налази се на средњој надморској висини од n. c. метара (максималној 116 m, а минималној 101 m).

## Демографија
| 1962. | 1968. | 1975. | 1982. | 1990. | 1999. | 2011. |
| ----- | ----- | ----- | ----- | ----- | ----- | ----- |
| 451   | 423   | 393   | 372   | 389   | 449   | 547   |

График промене броја становника у току последњих година